# Orlando Hernández
Artikeln följer den spanska namnseden; faderns efternamn är Hernández och moderns efternamn Pedroso.

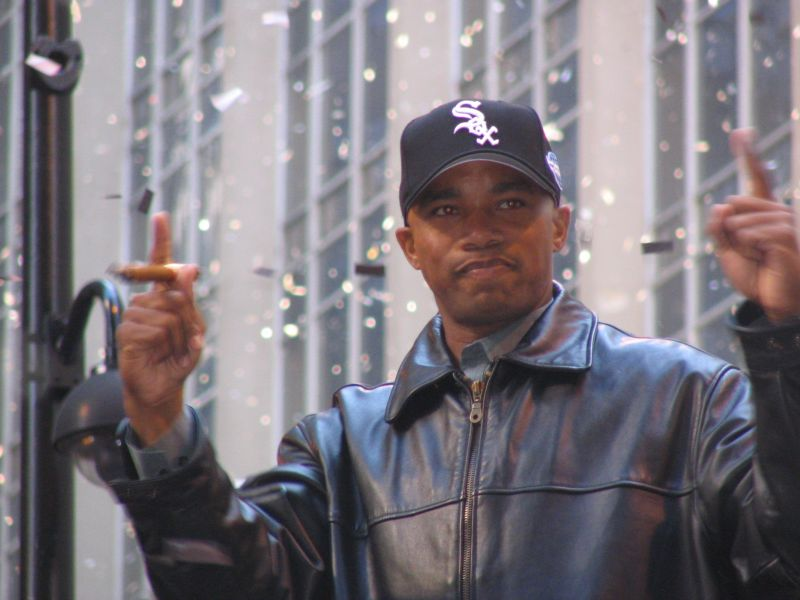
Hernández firar segern i World Series 2005.

Orlando Hernández Pedroso, även kallad El Duque (Hertigen), född den 11 oktober 1965 i Villa Clara, är en kubansk före detta professionell basebollspelare som spelade tio säsonger i den kubanska ligan Serie Nacional de Béisbol (SNB) 1986–1996 och därefter nio säsonger i Major League Baseball (MLB) 1998–2002 och 2004–2007. Hernández var högerhänt pitcher.

## Karriär

### Kuba
Hernández debuterade i SNB säsongen 1986/87 för Industriales från Havanna. Han stannade kvar i klubben under alla tio säsonger som han spelade i SNB, och vann ligan med klubben två gånger, 1991/92 och 1995/96. Han hade flest vinster (elva) i ligan 1993/94, högst vinstprocent (1,000) 1988/89 och delat flest shutouts (tre) 1994/95. Under sin karriär i Kuba hade Hernández en vinstprocent på 0,728 (126 vinster och 47 förluster), vilket är högst genom tiderna bland pitchers med minst 120 avgöranden.

### Internationellt
Hernández tog guld för Kuba vid olympiska sommarspelen 1992 i Barcelona. Han spelade två matcher i gruppspelet, mot USA och mot Kinesiska Taipei, varav han vann den senare matchen. Detta var första gången som baseboll var med vid olympiska sommarspelen.
Hernández var även med och vann Världsmästerskapet i baseboll tre gånger, Panamerikanska spelen och Centralamerikanska och karibiska spelen en gång vardera samt Interkontinentala cupen två gånger.

### Major League Baseball
Efter att ha stängts av från baseboll i Kuba flydde Hernández landet i december 1997 per båt under dramatiska omständigheter tillsammans med bland andra catchern Alberto Hernández (ej släkt). Han skrev senare som free agent på ett fyraårskontrakt med New York Yankees värt 6,6 miljoner dollar. Med Yankees fick han stora framgångar och var med och vann World Series tre år i rad, 1998–2000. Han vann även World Series med Chicago White Sox 2005. Sin sista match i MLB gjorde han 2007 för New York Mets. Han spelade därefter fram till 2010 i olika farmarklubbar till Mets, Texas Rangers och Washington Nationals.
I augusti 2011 tillkännagav Hernández att han avslutade karriären.

## Efter karriären
Efter sin aktiva karriär har Hernández varit anställd av Yankees och arbetat med unga talanger i klubbens farmarklubbssystem.

## Omtvistat födelseår
När Hernández skrev kontrakt med Yankees 1998 påstod han sig vara född 1969, alltså 29 år gammal. 1999 publicerades dock hans skilsmässodokument från Kuba, där han angavs vara född redan 1965 och därmed fyra år äldre än han tidigare uppgett.